# Primverose

SNFG-Darstellung von Primverose

Primverose ist ein Disaccharid aus je einem Molekül Glucose und Xylose, das natürlich vor allem als Bestandteil von Glycosiden vorkommt.

## Vorkommen

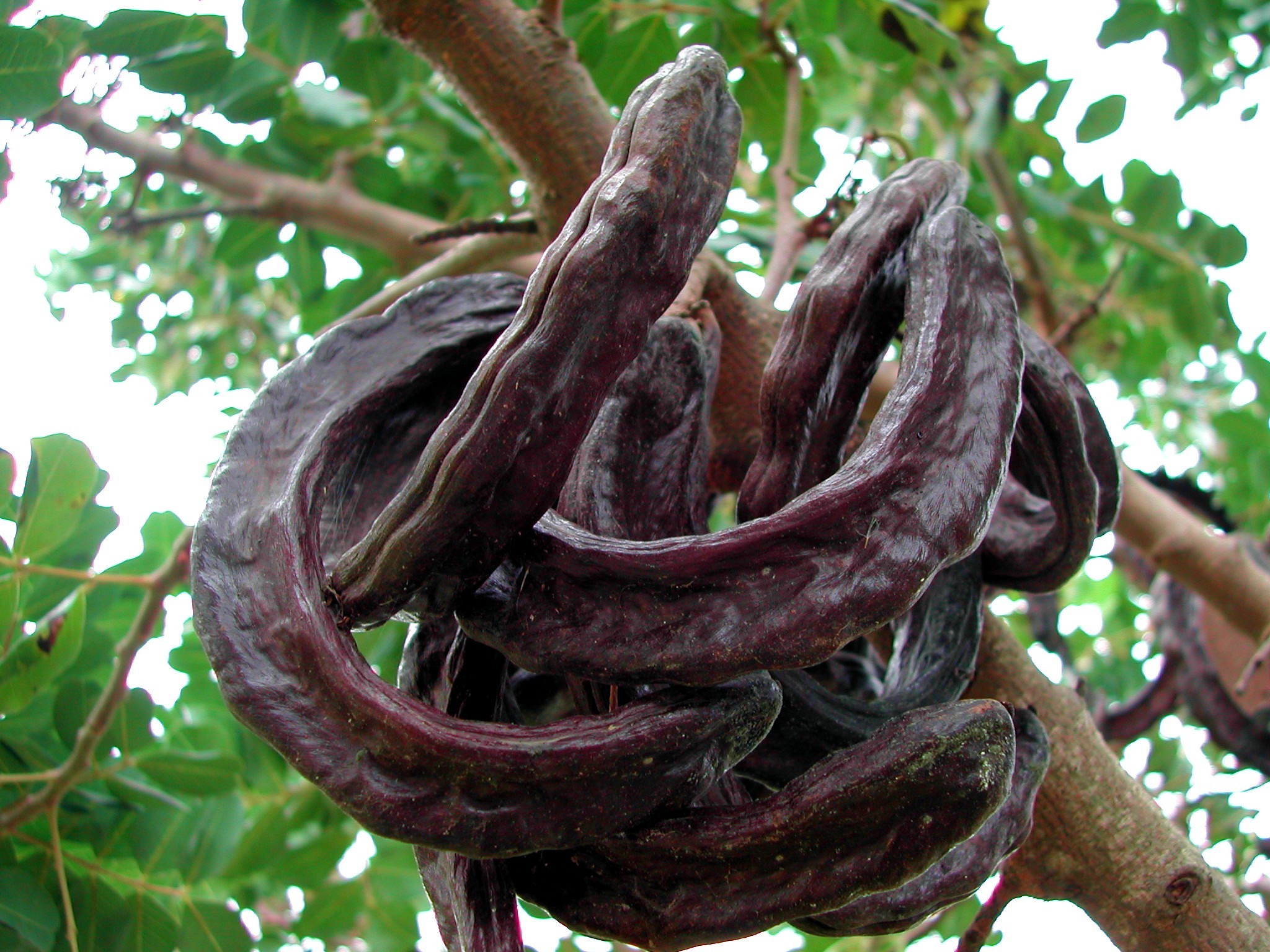
Johannisbrotfrüchte

Freie Primverose kommt natürlich in den Früchten des Johannisbrotbaums vor. In Spuren wurde sie auch in Teeblättern nachgewiesen.

### Primveroside

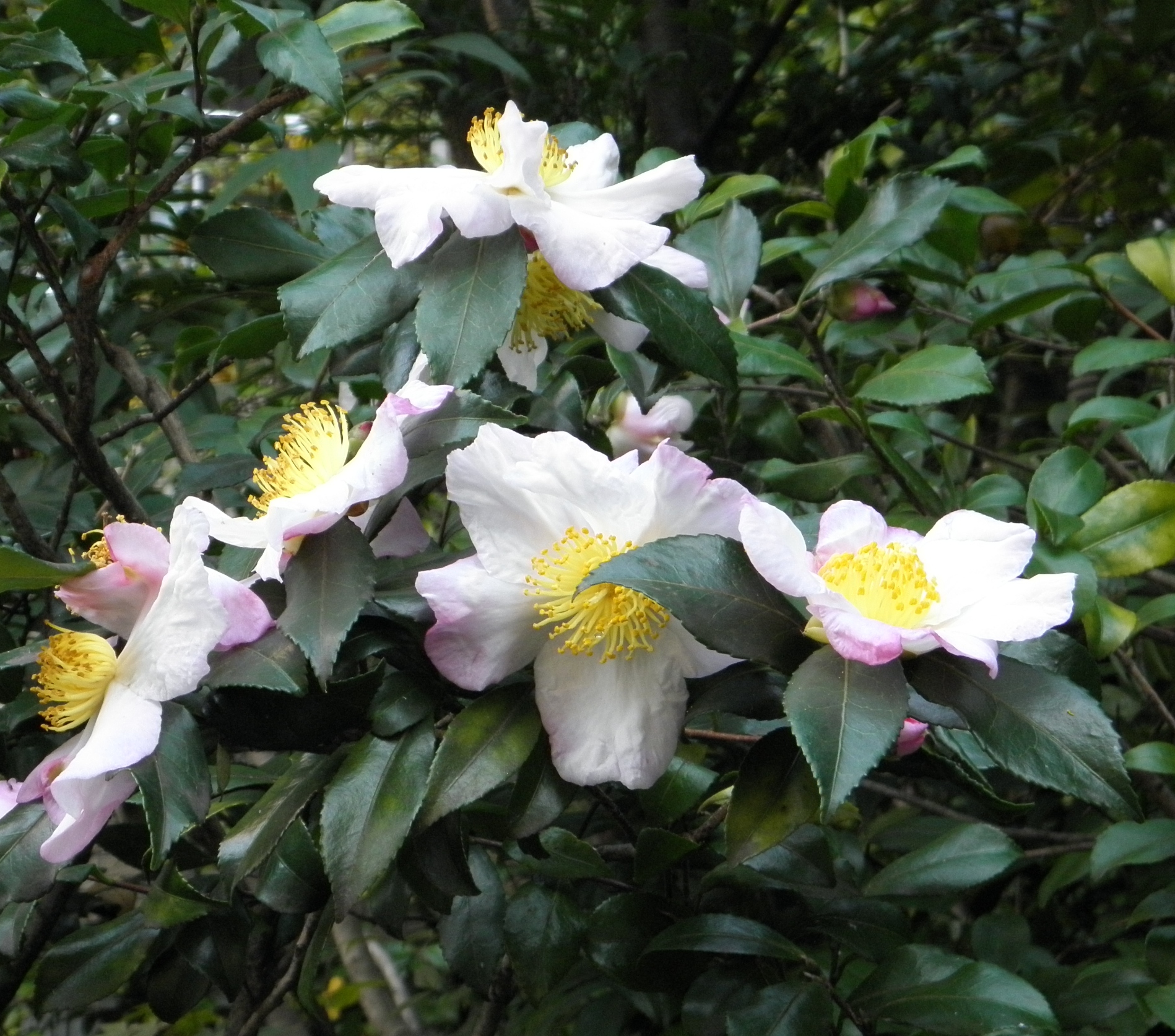
Teepflanze

Primverose Bestandteil diverser Glycoside, der sogenannten Primveroside, die in vielen Pflanzen vorkommen.
Viele Bestandteile des Aromas von Schwarztee (aus Camellia sinensis) liegen als Primveroside vor. Dazu gehören Benzylprimverosid, Phenethylprimverosid, Geranylprimverosid, Linalylprimverosid und (Z)-3-Hexenolprimverosid. Benzylprimverosid, Phenethylprimverosid, Geranylprimverosid und Linalylprimverosid kommen auch in Pomelo vor.
Weitere Primveroside und ihre Vorkommen sind in der folgenden Tabelle aufgeführt.
| Glycosid                 | Aglycon                   | Vorkommen            | Quelle |
| ------------------------ | ------------------------- | -------------------- | ------ |
| Fabiatrin                | Scopoletin                | Garten-Petunie       | [ 9 ]  |
| Ruberythrinsäure         | Alizarin                  | Färberkrapp          | [ 10 ] |
| Emodin-8-O-β-primverosid | Emodin                    | Purgier-Kreuzdorn    | [ 11 ] |
| Morindin                 | Morindon                  | Nonibaum             | [ 12 ] |
| Sasanquin                | Eugenol                   | Rosa damascena       | [ 13 ] |
| Macrozamin               | Methylazoxymethanol       | Gattung Macrozamia   | [ 14 ] |
| Primulaverin             | Methyl-5-Methoxysalicylat | Echte Schlüsselblume | [ 3 ]  |

Weitere Pflanzen, die Primveroside enthalten, sind Cupuaçu, der Gelbe Enzian, sowie der Bayerische Enzian, Genatianopsis barbata und Swertia connata.

## Nachweis
Nach Umwandlung in einen Oximether und Derivatisierung mit Trimethylsilylgruppen kann Primverose durch GC-MS nachgewiesen werden.